# Trommelstein

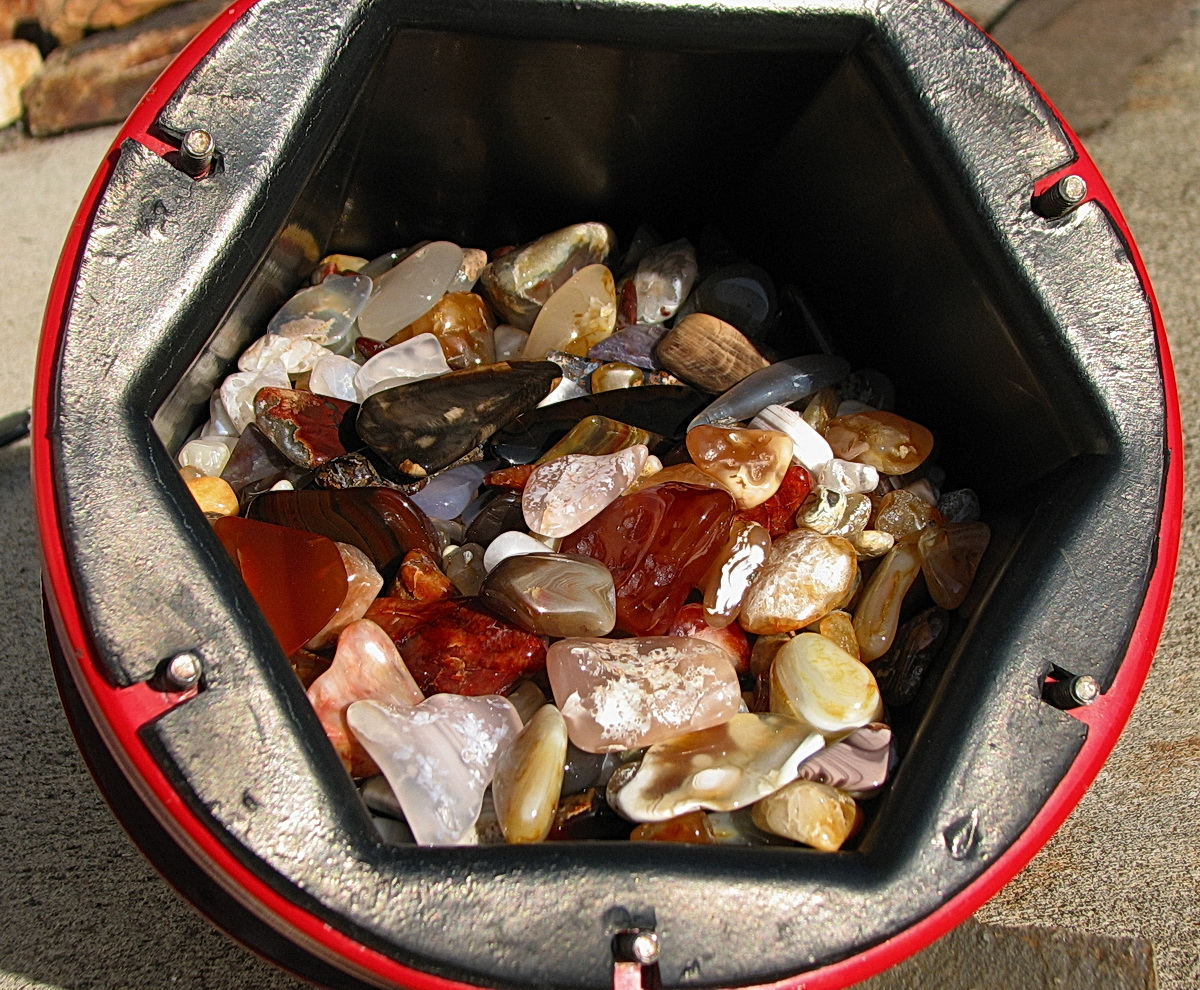
Fertig getrommelte Achate und Jaspise in geöffneter Schleiftrommel

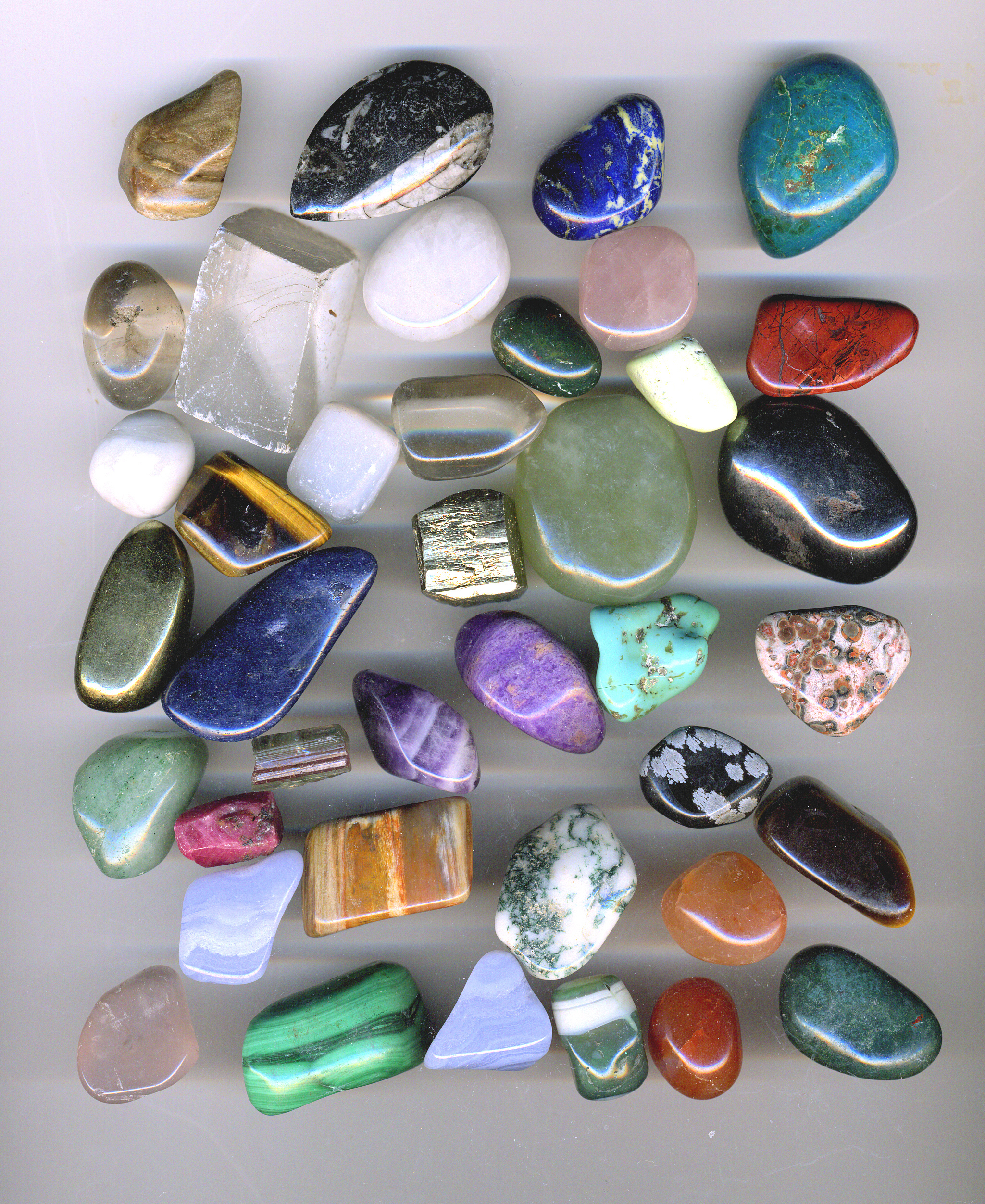
Getrommelte Schmucksteine und vier Steine, die nicht getrommelt wurden (wasserklarer Calcit-Block oben links, goldener Pyrit Bildmitte, graurosa Turmalin und roter Rubin (unter dem großen blauen Sodalith links))

Trommelsteine oder auch Barocksteine sind  Schmucksteine, die zur Bearbeitung der Oberfläche zusammen mit Schleif- oder Poliermittel (zum Beispiel Aluminiumoxid) in einer sich drehenden Trommel oder in vibrierenden Gefäßen verarbeitet werden. Die Trommel ist auf der Innenseite mit einer Gummischicht belegt, welche die Trommel gegen den Angriff der Schleifmittel schützt.
Der Schleifvorgang verläuft in mehreren Arbeitsschritten mit immer feinerem Schleifmittel. Häufig werden in den ersten Durchgängen mehrfach verwendbare Polierkörper aus regelmäßig geformten keramischen Materialien eingesetzt, in den späteren Durchgängen grobes und feines Granulat aus Schleif- und Poliermitteln. Die Steine reiben dabei aneinander und am Schleifmittel, wobei Kanten und raue Oberflächen auf diese Weise allmählich abgeschliffen und im letzten Durchgang poliert werden. Die Produktionsdauer beträgt in der Trommel pro Charge je nach gewünschter Qualität etwa zwei bis fünf Wochen. Vibrationstrommeln (Spiratoren) sind zwar um etwa ⅔ schneller, können dafür aber nur kleinere Steine verarbeiten.
Im Gegensatz zu anderen Glattschliffarten wie Cabochon oder Kugel ist die Form getrommelter Schmucksteine dem Zufall überlassen, da die Rohsteine weder vorgeformt werden, noch vorhersagbar ist, welche Flächen während der Produktion aneinanderreiben. Jeder Trommelstein ist somit ein Unikat.
Trommelsteine werden als Dekoration oder in Modeschmuck, Armbändern, Broschen oder Anhängern verwendet.
Mit der Trommel lässt sich aus einfachen Glasscherben mit diesem Prozess künstlich Meerglas herstellen.